# Eye for an Eye (2025)
Eye for an Eye ist ein Horrorfilm und das Spielfilmdebüt des Musikvideo-Regisseurs Colin Tilley. Der Film basiert auf dem Buch Mr. Sandman von Elisa Victoria mit dem titelgebenden Humanoiden als furchterregende Figur aus der Fabelwelt im Zentrum, die den Menschen in ihren Träumen die Augen stiehlt. In der Rolle der menschlichen Protagonistin ist Whitney Peak zu sehen. Eye for an Eye kam am 20. Juni 2025 in ausgewählte US-Kinos und wurde am gleichen Tag als Video-on-Demand veröffentlicht. 

## Handlung
Nachdem Annas Eltern bei einem Autounfall ums Leben kamen ist die junge New Yorkerin bei ihrer blinden Großmutter May eingezogen.

## Produktion

### Literarische Vorlage und Filmstab
Der Film basiert auf dem Buch Mr. Sandman von Elisa Victoria, eine Graphic Novel / ein Horror-Bilderbuch für Erwachsene über das titelgebende Traummonster. Zu Beginn des Films wird der „Sandman“ als eine furchterregende Figur aus der Fabelwelt vorgestellt, die den Menschen in ihren Träumen die Augen stiehlt. Damit ist er der von E. T. A. Hoffmann geschaffenen Sagengestalt in seiner Schauernovelle Der Sandmann ähnlich, der mit ihr eine typische traditionelle Kinderschreckfigur kreierte. Das auf Victorias Roman basierende Drehbuch schrieb die Autorin gemeinsam mit Michael Tully.
Regie führte Colin Tilley. Es handelt sich nach dem 53-minütigen Begleitfilm für ein Album von Halsey mit dem Titel If I Can't Have Love, I Want Power um sein Spielfilmdebüt. Zuvor drehte er auch einige / drei Kurzfilme. Vor allem ist der US-Amerikaner als Regisseur von Musikvideos bekannt, so zu I Can Only Imagine, Don’t Judge Me, Last Time, Look at Me Now, Wolves, Strip, More Than You Know, Deuces und No Bullshit. Für diese Arbeit wurde Tilley mehrfach für die BET Awards, MTV Video Music Awards und MTV Europe Music Awards nominiert. Ihm wurde auch eine Grammy-Nominierung für seine Arbeit bei dem Musikvideo für den Song Alright von Kendrick Lamar zuteil.

### Besetzung und Dreharbeiten

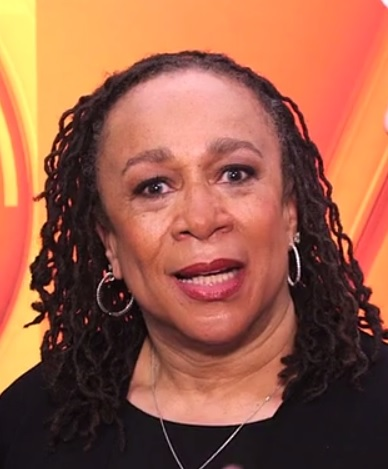
S. Epatha Merkerson spielt Annas Großmutter May

Die Kanadierin Whitney Peak, bekannt aus der Neuauflage von Gossip Girl, spielt Anna Reeves und S. Epatha Merkerson deren Großmutter May. Als jüngere Frau wird diese von Michika McClinton verkörpert. Finn Bennett und Laken Giles spielen Shawn und Julie, mit denen sich Anna beschäftigt.
Kameramann Robert Leitzell war zuletzt für den Thriller Black Bear von Lawrence Michael Levine und den Horrorfilm The Seeding von Barnaby Clay tätig.

### Filmmusik und Veröffentlichung
Die Filmmusik komponierte Timothy Williams. Er war zuletzt für die romantische Horror-Komödie Your Monster von Caroline Lindy tätig. Das Soundtrack-Album mit insgesamt 16 Musikstücken wurde zum US-Kinostart als Download veröffentlicht. Unter diesen befindet sich auch der Song Inside Your Mind von Otis Kane.
Der Film kam am 20. Juni 2025 in ausgewählte US-Kinos und wurde am gleichen Tag als Video-on-Demand veröffentlicht. Im Oktober 2025 wird Eye for an Eye  beim Sitges Film Festival gezeigt.